# پیشینه باشگاه فوتبال ملوان انزلی
این مقاله نوشتاری است در ارتباط با تاریخ باشگاه و پیشینه ملوان بندر انزلی یکی از باشگاه‌های فوتبال ایران.

## قدمت فوتبال انزلی
به گفته تاریخ شناسان شهر ساحلی بندر انزلی جزو اولین شهرهایی بوده‌است که به این ورزش روی آورده‌است. قدمت رقابت‌های فوتبال در بندر انزلی به قبل از آغاز جنگ جهانی اول بازمی‌گردد.
تاریخ شروع فوتبال در ایران، به حدود یک قرن پیش بازمی‌گردد یعنی زمانی‌که یک گروه انگلیسی برای اکتشاف نفت در جنوب ایران عازم کشورمان شد. پس از حفر اولین چاه نفت در” مسجد سلیمان” به سال ۱۹۰۸، فوتبال به شکل جدی در این شهر دنبال گردید.
چندی بعد همین اتفاق در” بوشهر” افتاد. شهروندان انگلیسی در اوقات فراغت با هیجان رودروی تیم‌های محلی کشورمان می‌ایستادند والبته این رقابت‌ها بیشتر حالت تفریحی داشت. فوتبال به تدریج درشهرهای دیگر ایران ازجمله بندرانزلی و بندرعباس در یک زمان حساس و تعیین‌کننده مطرح شد. قبل از شروع جنگ جهانی اول(۱۹۱۴) فوتبال در مدرسه آلمانی‌ها بازی می‌شد، اما بعد از خاتمه جنگ، کالج آمریکایی‌ها در تهران پیگیر این ورزش شد. همچنین مسابقاتی بین اعضای سفارتخانه‌های اروپایی درایران پایه‌ریزی و دنبال گردید. گسترش منظم فوتبال درادامه، مرزهای شهرهایی چون آبادان و مشهد را نیز درنوردید و جوانان بیشتری را به سوی این رشته ورزشی جلب کرد.
باشگاه گیو بندر انزلی سومین باشگاه ورزشی در ایران است که در رشته‌هایی نظیر فوتبال، بوکس، والیبال و بسکتبال و… فعالیت خود را از سال ۱۳۱۹ آغاز کرده‌است؛ که توسط پهلوان عزیز وکیل منفرد قهرمان اولین دو ماراتن ایران تأسیس گریده است.

## خلاصه‌ای از قدمت باشگاه ملوان بندر انزلی
باشگاه فرهنگی ورزشی ملوان نیروی دریایی بندر انزلی در سال ۱۳۴۸ و فقط در رشته فوتبال، با حمایت ناوبان کریم رستگاری راد (رئیس وقت تربیت بدنی نیروی دریایی انزلی) و با مربیگری آقای بهمن صالح نیا که بازیکن تیم ملوان نیز بود، تأسیس گردید.
صالح نیا که معلم ورزش مدارس انزلی بود تیم را با جمعی از شاگردان خود تشکیل داد. ملوان که کار خود را از مسابقات دانش آموزی کشور و مسابقات استانی شروع کرده بود طی مدت کوتاهی پا به عرصه لیگ دسته اول کشور گذاشت و از همان ابتدا با ارائه بازی‌های زیبا و کسب نتایج شایسته، توجه همگان را به خود جلب نمود. ملوان از سال ۵۲ به بعد در تمام ادوار لیگ ایران حاضر بود و تنها در سال ۷۵ بود که برای اولین بار در مسابقات لیگ فوتبال سقوط را تجربه کرد. ملوان در سال ۷۸ برای دومین بار سقوط کرد.
آن‌ها برای سومین بار در سال ۸۱ به دسته اول سقوط کردند. با اینحال یک کارنامه مثبت برای همیشه از ملوان در تاریخ فوتبال ایران ثبت شده‌است، ملوان تا سال ۸۰ بهترین تیم شهرستانی تاریخ لیگ ایران بوده‌است. گرچه بعد از آن سپاهان و فولاد ملوان را به پله سوم سکوی افتخار شهرستانی‌ها بردند اما هنوز ملوان با کسب سه عنوان قهرمانی در جام حذفی کشور و چهار نایب قهرمانی، دو مرتبه حضور در بازی‌های آسیایی و کسب عناوین متعدد بهترین شهرستانی در لیگ ایران و در جام تخت جمشید صاحب رکوردی قابل توجه در تاریخ فوتبال کشور است.

## پدر فوتبال گیلان و ملوان
در سال ۱۳۴۸ بهمن صالح نیا دبیر ورزش مدارس شهر بندر انزلی عده‌ای جوان را به دور خود جمع کرد و پایه‌های تشکیل تیم ملوان بندرانزلی را ریخت. مدتی بعد نیروی دریای ارتش این تیم را تحت پوشش خود گرفت. صالح نیا که می‌توان او را بنیان‌گذار ملوان دانست، در سال ۵۲ خودش سکان هدایت تیم ملوان را بر عهده گرفت و تا سال ۷۷ یکسره هدایت این تیم را بر عهده داشت.
آنچه در ادامه این نوشتار آمده‌است برگرفته از خاطرات بهمن صالح نیا است که از زبان خودش ارائه گردیده‌است:

### تأسیس ملوان از زبان بهمن صالح نیا
من عضو تیم آموزشگاهی بندر انزلی بودم که مربیگری آن بر عهده جبار صمدی بود تیم ما پس از قهرمانی در استان به عنوان نماینده استان گیلان راهی مسابقات تبریز شد، مسابقاتی که باعث آشنایی من با دهداری کاپیتان مسجد سلیمان و همچنین پذیرفته شدن من در دانشسرا به توصیه آزاد سرپرست تیم دانشسرا شد. صالح نیا بعد از اتمام دانشسرا به انزلی آمد و معلم همکلاسی‌ها وهم مدرسه ای‌های سابقش شد. وی به عنوان جوان‌ترین عضو تیم منتخب انزلی کمک مربی تیم هم بود. آن زمان هم مسابقات بین شهری به‌خصوص با تیم رشت در میان انزلی چی‌ها از اهمیت خاصی برخوردار بود. در محل کنونی آپارتمان‌های ارتش در میان پشته، زمین فوتبال بسیار عالی وجود داشت در کنار این زمین دو درخت توت بزرگ بود که از آن‌ها به عنوان رختکن استفاده می‌کردیم، چاه آبی هم در آنجا وجود داشت که بعد از بازی با سطل از آن آب می‌کشیدیم وبا آن دوش می‌گرفتیم، توی همین زمین با خیلی از تیم‌ها بازی کردیم ازجمله رشت که در یک بازی با نتیجه ۱۱ بر ۱ آن‌ها را شکست دادیم که هفت گل آن را برادرم جواد به ثمر رساند.

### سال ۴۸
سال ۴۸ سال مهمی برای فوتبال انزلی بود: قهرمانی تیم آموزشگاه‌های انزلی در بابل و نائب قهرمانی در مشهد همچنین وجود استعدادهای بسیار خوب در انزلی این فکر را در من تقویت کرد که برای تشکیل یک تیم فوتبال دست به کار شوم بنابراین با کمک دوستداران فوتبال در انزلی، جناب کریم رستگار که آن موقع سروان نیروی دریایی انزلی بودند و همچنین تیمسار آریانپور فرمانده وقت پایگاه نیروی دریایی انزلی، موفق به دریافت پروانه باشگاه شدیم که به اسم تیم نیروی دریایی انزلی و نه «ملوان» به فعالیت بپردازد.
تیم نیروی دریایی اولین مسابقه را با تیم گیو انزلی برگزار می‌کند که ۲ بر ۱ آن بازی را می‌برد، در آن تیم غفور جهانی، نصرت ایراندوست، سلطانزادی، بهمن صالح نیا و… بازی می‌کردند. تیم نیروی دریایی در اولین مسابقات رسمی اش به قهرمانی استان گیلان می‌رسد و به مرحله اول مسابقات منطقه‌ای کشوری راه میابد.

### صعود به اولین دوره جام تخت جمشید
در ساری تیم‌های ساری، قائم شهر و گارد تهران به مربیگری دهداری و چند تیم دیگر حضور داشتند که ما دوم شدیم و با تیم گارد به مسابقات اهواز اعزام شدیم آن موقع سفرها مثل حالا نبود، کل تیم را با ۷۲۰۰ تومان سوار اتوبوس ماکروس نیروی دریایی کردیم و باید ده روز را با همین مبلغ سر می‌کردیم! شب‌ها زیر سکوهای ورزشگاه اهواز که به عنوان خوابگاه بود می‌خوابیدیم! صبحانه را خودمان تهیه می‌کردیم به همراه مسئول تدارکاتمان که شهنواز بود، نهار را هم در یک رستوران معمولی اهواز می‌خوردیم، نکته جالب شام بود که هر کس فقط می‌توانست سه سیخ کباب بخورد نه بیشتر! مسابقات اهواز بود که اسم تیم نیروی دریایی انزلی را در دهان‌ها چرخاند، تیمی که به نظر مطبوعات آن زمان همانند دینامو مسکو بازی می‌کرد. ما واقعاً سبک بازی آن‌ها را بازی می‌کردیم استفاده از تمام نقاط زمین و ارسال توپ‌های بلند و قدرت بدنی فراوان. اما تنها بر اثر یک ضربه کاشته بازی را به جم آبادان واگذار کردیم و سوم شدیم مقامی که با آن نمی‌شد به جام تخت جمشید راه یافت.
بعد از اینکه تیم به بندر انزلی برگشت به تیم نیروی دریایی خبر دادند که می‌تواند در اولین دوره جام تخت جمشید شرکت کند پس حالا باید برای تیم اسم انتخاب می‌شد:
ما سه اسم آرتمیس، ملوان و بایندر را پیشنهاد دادیم که ملوان انتخاب شد.

### فرانک اوفارل
ملوان که بعد از ورودش به جام تخت جمشید همواره روند رو به رشدی را داشت، سه دوره بهترین تیم شهرستانی شد ویک دوره قهرمان جام حذفی، بازیکنان زیادی در سطح بالا به فوتبال کشور و تیم ملی معرفی کرد و بهمن صالح نیا به عنوان مربی به تیم ملی راه یافت:
به ما گفتند فرانک اوفارل به همراه اسکینر آمده‌اند تا تمرین ملوان را ببینند، توی تمرین غفور خیلی آماده بود و تقریباً هر توپی را که گوش‌ها و به‌خصوص جاوید جهانگیری برایش فرستادند وارد دروازه کرد، بعد از تمرین آن روز غفور جهانی و عزیز اسپندار و جاوید جهانگیری به تیم ملی دعوت شدند ومن هم همکار اوفارل در تیم ملی شدم.

### قهرمان اولین جام حذفی ایران
ملوان در فینال جام حذفی آن سال تراکتورسازی را از پیش روی برداشت و قهرمان ایران شد. اما ششمین دوره جام تخت جمشید به دلیل وقوع انقلاب نیمه تمام ماند. در این سال‌ها ملوان همچنان تمرین می‌کرد و در مسابقاتی که در شهرستان‌های دیگر انجام می‌شد شرکت می‌کرد.

## ملوان پس از انقلاب
بعد از انقلاب از طرف بعضی افراد که برایشان سوء تفاهم شده بود برخورد بدی با بهمن صالح نیا شد. نامه آیت اله پیشوایی امام جمعه وقت مبنی بر برائت بنده از مسائل یاد شده صادر شد. اما وی با دلخوری از ملوان کناره‌گیری کرد تا پس از آن ملوان زیر نظر غفور جهانی، نصرت ایراندوست و بقیه به کار خود ادامه دهد.

### ملوان دهه شصت
بعد از سال ۶۰ بعضی از بازیکنان ملوان دیگر به سن بازنشستگی رسیده بودند. تاریخ تحول برای ملوان فرارسیده بود:
غفور جهانی دیگر کاپیتان ملوان نبود، اما بهترین بازیکن ملوان بود. آن موقع تصمیم داشت در بازار به کار بپردازد که برای همین مغازه‌ای روبروی اداره برق گرفته بود و تصمیم داشت فوتبال را به عنوان بازیکن کنار بگذارد.
غفور جهانی چندی بعد باشگاه استقلال انزلی را بنیان‌گذاری کرد. با جدا شدن غفور جهانی چند نفر دیگر از بازیکنان ملوان از جمله محمود پیشگاه هادیان، رضا ویشگاهی، قاسم سلطانزادی، رمضان احمد پور و نصرت ایراندوست هر کدام به عللی ملوان را ترک کردند خروجی که باعث ورود فرهاد پورغلامی والیبالیست و محمد احمدزاده بسکتبالیست و سیروس قایقران و رسول یکتا به ملوان شد.

### ملوان بهترین شهرستانی فوتبال ایران طی بیش از یک دهه
پشتوانه قوی ملوان از جوانانش موجب تشکیل تیمی گردید که اولین جام حذفی بعد از انقلاب ملوان را به همراه داشت:
آن سال سیروس قایقران به فوتبال ایران معرفی شد با گل معروفش به خیبر خرم‌آباد در فینالی که در تهران برگزار می‌شد و ما بازی را دو بر صفر پیروز شدیم. سال بعد نیز به عنوان نماینده ایران در آسیا شرکت کردیم، مرحله اول را در سریلانکا قهرمان شدیم و به مرحله دوم راه پیدا کردیم اما به دلیل اینکه آن سال سال اوج پناهندگی ورزشکاران به خارج از کشور بود به‌علت عدم هماهنگی فدراسیون ما نتوانستیم به عربستان برویم و از راهیابی به دور بعد محروم شدیم ”
از این سال تا سال ۷۳ ملوان قوی‌ترین تیم شهرستانی بود که همواره بین ۳ تیم اول کشور قرار داشت. ده سالی که در آن قویترین تیم شهرستانی در لیگ یک پای ثابت فینال جام حذفی بود.

### ورود سرمایه به فوتبال ایران
از سال ۷۳ ه‍.ق به بعد با ورود پول به فوتبال و کوچ بازیکنان به تیم‌های متمول باشگاه‌های سازنده متحمل ضررهای بسیاری شدند. تیم‌هایی که به راحتی دسترنجشان مورد سوء استفاده تیم‌های متمول قرار می‌گرفت، ملوانی که دوران طلایی را سپری کرده بود به تیمی تبدیل شد که برای ماندن در دسته یک و سطح اول فوتبال ایران تلاش کند.
قهرمانی ملوان در جام حذفی شروع اتفاقات بزرگی در فوتبال ایران بود، بعد از آن قهرمانی، در ایران تیمی تأسیس شد که برای اولین بار در ایران پول را به‌طور رسمی وارد چرخه فوتبال ایران کرد، باشگاه فوتبال کشاورز که از طرف وزارت خانه کشاورزی حمایت مالی می‌شد در آن سال توانست بزرگ‌ترین ستاره‌های فوتبال ایران از جمله قایقران زرینچه و محمدخانی را به خدمت بگیرد. اما در سال‌های قبل تر مثلاً در دهه شصت نیز ملوان به راحتی اداره نمی‌شد همان زمان هم ملوان به کمک همه فوتبال دوستان انزلی سرپا می‌ماند. اما از این سال به بعد هزینه‌ها سال به سال سنگین تر شدند، دیگر کمتر بازیکنی به خاطر عشق به فوتبال و رنگ خاصی در یک تیم به بازی می‌پرداخت.

#### وضعیت مالی ملوان قبل از ورود سرمایه
سال بعد از قهرمانی، ملوان نماینده ایران در بازی‌های قهرمانی آسیا بود. در طی دو بازی در انزلی و امان ملوان حذف شد. اما سال بعد اتفاقی که نباید می‌افتاد افتاد. ملوان که در نیم فصل اول صالح نیا را به علت اینکه به عنوان سرمربی تیم ملی جوانان مشغول بود در اختیار نداشت، با وجود اینکه در نیم فصل دوم امتیازهای خوبی کسب کرد نتوانست در دسته اول باقی بماند.

### آغاز لیگ برتر فوتبال ایران
محمد احمدزاده کسی بود که با جوانگرایی و استعداد یابی در بندر انزلی هم‌زمان با آغاز لیگ حرفه‌ای ملوان را از دسته اول ایران به لیگ تازه حرفه‌ای شده ایران (لیگ برتر) رساند. در آن دوره بازیکنان جوانی نظیر: سید جلال حسینی، پژمان نوری و … به فوتبال ایران معرفی شدند.
به جز یک فصل فصل ۸۲ الی ۸۳ که ملوان نائب قهرمان دسته یک فوتبال شد و دوباره به لیگ برتر بازگشت در مابقی فصل‌های فوتبال برتر ایران حضور متداول داشت. کسب مقام‌های هفتم و هشتم لیگ برتر و کسب عنوان نائب قهرمانی جام حذفی از دستاوردهای ملوان طی دوران لیگ حرفه‌ای فوتبال ایران می‌باشد. در این دوران مربیانی نظیر: محمد احمدزاده، بهمن صالح نیا، نصرت ایراندوست و فرهاد پورغلامی هدایت ملوان را بر عهده داشته‌اند که همگی از مکتب ملوان هستند.

### ورود سرمایه‌گذار خصوصی به ملوان
با آغاز فصل ۹۲–۱۳۹۱ لیگ برتر فوتبال ایران و حرکت فوتبال ایران به سمت خصوصی‌سازی ۷۰ درصد سهام باشگاه ریشه دار و قدیمی ملوان بندر انزلی از طرف نیروی دریایی ارتش جمهوری اسلامی ایران و فرماندهی آن امیر دریادار حبیب ا... سیاری به مردم بندر انزلی هدیه شد و این اختیار به مسئولان شهری واگذار شد تا بتوانند برای فروش آن به بخش خصوصی تصمیم بگیرند.
فرمانده نیروی دریایی ارتش جمهوری اسلامی ایران با اشاره به علاقه نیروی دریایی به مردم انزلی و تیم ملوان ابراز کرد: به دلیل این علاقه ۳۰ درصد سهام را حفظ کردیم تا بتوانیم کمک‌های خود را به این تیم با سابقه و ریشه دار کشورمان ادامه دهیم.

### حضور هدایتی در ملوان
حسین هدایتی دولابی با خرید هفتاد درصد از سهام باشگاه ریشه دار ملوان بندر انزلی مالک جدید باشگاه ملوان بندر انزلی محسوب می‌شد؛ که پس از دوره‌ای فعالیت کناره‌گیری کرد.

### سایر فعالیت‌های باشگاه
در حال حاضر ملوان علاوه بر تیم فوتبال بزرگسالان دارای تیم‌های فوتبال نونهالان مدرسه فوتبال، نوجوانان، جوانان، امید و فوتبال بانوان ملوان و تیم‌های قایقرانی، بسکتبال و بوکس و نیز قایقرانی و فوتسال و فوتبال برای بانوان می‌باشد. به‌طوری‌که بیش از ۶۰۰ جوان در بندر انزلی زیر پوشش این باشگاه فعالیت می‌کنند.